# 오비키 게이지
오비키 게이지(일본어: 大引 啓次, 1984년 6월 29일 ~ )는 일본의 프로 야구 선수이다.
애칭은 빗키(ビッキー).

## 인물

### 프로 입단 전
오사카부 오사카시 스미요시구 출신이다. 창건 2000년의 역사를 가진 가미스무치 신사의 구우지의 2남으로 태어나 철이 든 무렵부터 정기 행사나 그믐날에는 신사를 반드시 도왔다. 오사카 시립 나가이 초등학교 1학년 때 스미요시 연맹의 소속팀인 ‘오사카 골든 파이어’에서 연식 야구를 시작해 투수 겸 유격수를 맡았다. 중학생 시절은 경식 야구팀인 스미요시 야마토가와 시니어에 소속, 유격수로서 전국 대회에 출전했다.
나니와 고등학교에서는 1학년 여름부터 벤치 들어가서 1학년 가을부터 주전 유격수 자리를 차지해 2학년 봄에 열린 제73회 선발 고등학교 야구 대회에 출전, 팀의 8강 진출에 기여했다. 3학년 여름에 열린 전국 고등학교 야구 선수권 오사카 대회에서 5개의 홈런을 날렸으며 고교 통산 15개의 홈런을 남겼다.
고교 졸업 후 호세이 대학(법학부 정치학과)에 진학하여 1학년 때 도쿄 6대학 야구 춘계 리그 개막전에서 9번·3루수로서 데뷔했다. 이후 부동의 주전으로서 활약해 3학년 때인 추계 리그에서 호세이 대학으로서는 5년 만에 우승을 차지했고 4학년 때는 팀의 주장으로 발탁돼 춘계 리그에서 두 시즌 연속 우승을 달성했다. 주장으로서 ‘호세이 대학 사상 최고의 주장’, ‘학생 야구의 귀감’이라고 불릴 정도로 타 대학으로부터도 극찬을 받기도 했다. 대학에서는 수위 타자를 두 차례, 최다 타점과 최다 도루를 각각 한 차례씩 기록했을 뿐만 아니라 베스트 나인에는 다섯 차례나 선출됐다. 그 외에도 고바야카와 다케히코가 수립한 팀 최다 안타 기록(114개)을 경신해 게이오기주쿠 대학의 다카하시 요시노부를 제치고 리그 역대 단독 4위가 되는 통산 121안타를 기록했다. 리그전의 통산 성적은 98경기에 출전하여 365타수 121안타, 타율 3할 3푼 1리, 5홈런, 62타점을 기록했다.
2006년 11월 4일, 메이지 진구 외원 창건 80년 기념으로 치러진 도쿄 야쿠르트 스왈로스와 도쿄 6대학 선발팀과의 경기에서는 3대 2로 6대학 팀이 졌지만 오비키 자신은 선두 타자 홈런을 포함한 총 3안타를 기록했다. 그해 11월 21일에 열린 프로 야구 드래프트 회의(대학·사회인 이외 대상)에서 오릭스 버펄로스부터 3순위 지명을 받고 입단, 등번호는 10번이 됐다.

### 오릭스 시절

#### 2007년
그해 3월 24일에 열린 개막전에 8번·유격수로서 선발 출전했다. 오릭스에서 신인이 개막전에 선발 출전한 것은 지명타자로서 출장한 2002년의 고토 미쓰타카 이래였고, 유격수로서는 1992년의 다구치 소 이래였다. 프로 첫 타석에서 사이토 가즈미로부터 첫 안타를 기록해서 출루했고 그 직후에 첫 도루도 기록했다. 7월 6일 도호쿠 라쿠텐 골든이글스와의 경기에서 나가이 사토시로부터 프로 첫 홈런을 때려냈다. 정규 시즌을 통해서 주전 유격수 자리를 거의 차지하고 있었지만 시즌 종반에는 컨디션 난조로 호조를 보였던 고토에게 선발을 양보하는 일도 많았다. 규정 타석에는 2타석 부족했지만 최종적으로는 출루율 3할 2푼 9리를 기록하는 등 신인 야수로서는 가장 높은 성적을 남겼다. 리그 최악인 3위이자 유격수로서는 퍼시픽 리그 2위인 17차례의 실책을 기록했지만 레인지팩터에서는 퍼시픽 리그 유격수 중에선 1위였다. 그런 한편으로 타율 2할 7푼 4리에 비해 득점권 타율 2할 1푼 2리로 찬스인 상황에서 때려내지 못하는 등의 과제도 남겼다. 시즌 후에 가진 추계 스프링 캠프에서 임시 코치를 맡은 로스앤젤레스 다저스 스트랭스컨디셔닝 코치인 덕 재로우가 민첩성을 시험하기 위해 독자적으로 고안한 ‘공 줍기 테스트’에서 팀내 최고의 좋은 타임을 기록했다.

#### 2008년

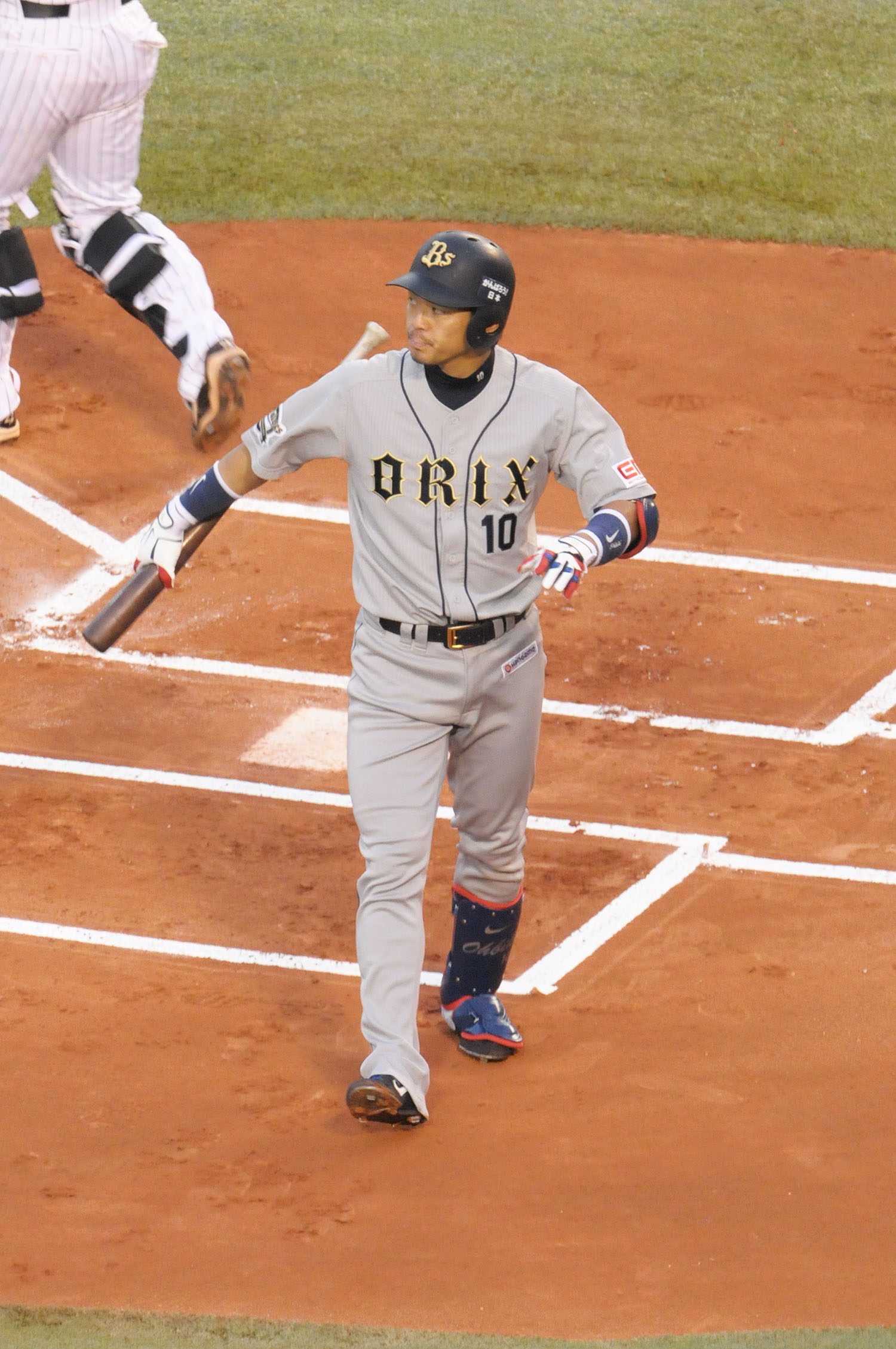
오릭스 시절의 오비키 게이지(2011년)

3월 18일, 한신 타이거스 선수 등이 대부분 소속돼 있는 오피스 S.I.C와 매니지먼트 계약을 체결했고 같은 해 개막전에서는 8번·유격수로서 출전했다. 개막 직후에는 극심한 타격 부진에 시달렸지만 서서히 회복됐다. 5월 7일 지바 롯데 마린스와의 경기에서는 연장 10회말에 오기노 다다히로로부터 프로 입문 후 첫 끝내기 안타를 날렸다. 하지만 6월 9일 한신과의 경기에서 상대 투수 구보타 도모유키로부터 오른손 집게손가락에 몸에 맞는 볼을 맞아 골절되는 부상을 입고 팀 전력에서 이탈됐다. 8월 27일 후쿠오카 소프트뱅크 호크스와의 경기에서 복귀해 이후에는 다시 주전 유격수로서 출전했다. 최종적으로는 부상의 영향도 있어서 88경기 출전에만 그쳐 타율은 2할 5푼 8리에 끝났지만 3할 1푼 9리의 득점권타율을 기록하는 등 급성장한 모습도 보였다.

#### 2009년
팀이 부상자가 속출하면서 전력에 차질을 빚고 있던 와중에 107경기에 출전하여 타율은 2할 7푼 8리를 남기면서 프로 데뷔 후 처음으로 높은 타율을 기록했을 뿐만 아니라 유격수로서의 주전 자리를 거의 수중에 넣었다. 그러나 9월 1일 소프트뱅크와의 경기에서 갓토 게이스케로부터 왼쪽 손목에 몸에 맞는 볼을 맞아서 골절되는 부상을 당했고 남은 시즌을 헛되이 보냈기 때문에 또다시 규정 타석에 도달하지 못했다. 8월 25일 홋카이도 닛폰햄 파이터스와의 경기에서 9회말 2사에 동점 적시타, 연장 10회말에는 끝내기 안타를 날렸지만 시즌 중의 득점권타율이 2할 2푼 1리로 그친 것과 본인으로서는 최악의 성적인 84개의 삼진을 당했다. 더욱이 타격 호조 때엔 안타를 양산하는 반면에 일단 부진에 빠지면 안타가 거의 나오지 않는 등의 과제도 남겼다. 그런 한편으로 수비 면에서는 수비율이 또다시 1위가 됐다.

#### 2010년
도호쿠 라쿠텐 골든이글스와의 개막전에서는 9번·유격수로서 출전해 3회말에 상대 투수 이와쿠마 히사시로부터 그 해의 팀내 첫 타점이 되는 선제 적시타를 때려내면서 완봉 승리를 거둔 가네코 지히로와 함께 경기 후 히어로 인터뷰를 했다. 하지만 타율이 침체되면서 이렇다 할만한 활약을 보여주지 못한 채 5월 3일에 2군으로 내려갔다. 교류전에서 1군 복귀를 이뤘지만 7월 2일에 요통이 발병하여 또다시 등록 말소됐다.
8월 15일에는 1군에 복귀했지만 결국엔 프로 데뷔 후 가장 저조한 85경기에 출전하면서 타율 2할 3푼 6리라는 낮은 성적으로 시즌을 마감했고(다만 득점권타율은 3할 2리), 야마사키 고지·가네코 게이스케와의 병용도 많아서 주전 유격수 부재의 한 원인이 됐다. 9월 4일 소프트뱅크와의 경기에서 스기우치 도시야의 공략 계기가 되는 적시타와 그 후 결승 적시타 등 3안타 2타점으로 맹활약했지만 혹서의 영향에 의한 열사병 때문에 손발의 경련을 호소해서 경기 도중에 교체되는 수모를 당했다.

#### 2011년
그 해엔 2번·유격수로 개막전에 선발로 출전했지만 타격 부진에 의해 개막 5경기째에 선발에서 제외됐다. 그 후 당분간은 대기 선수 신분으로 벤치에서 오래 머물고 있었지만 교류전을 앞둔 시점에서 하위 타선으로 선발로 복귀해 8월 이후에는 2번 타자로 정착했다. 그 해에는 본인으로서는 처음으로 규정 타석에 도달했고 팀내 최다인 42개의 희생타(리그 3위 타이)와 52개의 볼넷(리그 7위)를 기록했다. 2할 4푼 4리라는 저조한 타율을 남겼지만 득점권타율은 2할 9푼 2리를 기록했다. 정규 시즌 종료 후에는 오카다 아키노부 감독으로부터 다음 2012년 시즌의 2번 타자와 부주장으로 지명돼 추계 스프링 캠프에 대동했다. 오프에는 기시다 마모루와 함께 선수회 부회장으로 취임했다.

#### 2012년
작년과 마찬가지로 2번·유격수로서 개막전에 출전했다. 개막 직후에는 높은 타율을 남겼는데도 불구하고 완만하게 컨디션이 떨어졌지만 사카구치 도모타카나 고토의 타격 부진도 있어서 5월 5일 닛폰햄과의 경기에서는 프로 데뷔 후 처음으로 1번 타자, 5월 19일 도쿄 야쿠르트 스왈로스와의 경기에서 처음으로 3번 타자를 맡았다. 그러나 8월에 들어서자 컨디션이 더욱 나빠졌고 8월 29일에는 요통 때문에 1군 등록이 말소됐다. 시즌 종반에는 1군에 복귀했지만 결국엔 규정 타석이 14타석이나 부족했다. 한편 자신의 최다 기록인 6개의 홈런을 기록해 홈구장인 교세라 돔 오사카에서는 전년까지 5년 동안 홈런을 2개 밖에 때려내지 못했는데 이 해에만 4개의 홈런을 기록했다. 또한 7월 27일 닛폰햄과의 경기에서 자신의 첫 우측 방향으로의 홈런을 비롯해 7월 8일 지바 롯데와의 경기, 10월 1일 라쿠텐과의 경기에서 결승 홈런을 기록했다.
오프에는 은퇴한 스즈키 후미히로를 대신해서 선수회장으로 취임했지만 이듬해 2013년 1월 25일에 야기 도모야, 이토이 요시오와의 맞트레이드로 기사누키 히로시, 아카다 쇼고와 함께 닛폰햄에 이적했다. 등번호는 이토이가 착용했던 7번을 계승했다. 또한 닛폰햄 및 그 전신 구단의 등번호 7번을 내야수로 등록된 선수가 사용한 것은 사이온지 아키오(1957년 ~ 1966년) 이래 47년 만이다.

### 닛폰햄 시절

#### 2013년
닛폰햄 이적 첫 해인 2013년에는 개막 이후부터 주전 유격수로 활약했다. 5월 20일 삿포로 돔에서 열린 요미우리 자이언츠와의 경기에서 스기우치 도시야로부터 이적 후 첫 홈런을 날렸다. 시즌 전반기에는 하위 타선, 후반기에는 주로 2번을 맡아서 클린업에 들기도 했다. 9월에는 오른쪽 팔꿈치 및 허리의 만성적인 통증이 악화되면서 1군 등록이 말소됐지만 자신으로서는 두 번째의 규정 타석을 채우는 등 팀내 1위인 32개의 희생타를 기록했다. 출루율과 도루는 개인 최고 성적을 남겼다.

#### 2014년
그 해부터 이적 2년차의 선수로서는 이례적으로 주장을 맡았고 정규 시즌에서는 개인 최다인 132경기에 출전했다. 시즌 종료 후 구단측에 출전 기회를 요구했지만 뚜렷한 합의점을 찾지 못한 채 협상이 결렬됐고 국내 FA 자격을 취득했다. 옛 친정팀인 오릭스 버펄로스 나 도쿄 야쿠르트 스왈로스, 도호쿠 라쿠텐 골든이글스 등 3개 구단이 오비키의 영입 의사를 나타내면서 각각 협상을 가진 끝에 결국 11월 25일에 도쿄 야쿠르트 스왈로스와 입단 계약을 맺었다.

## 에피소드

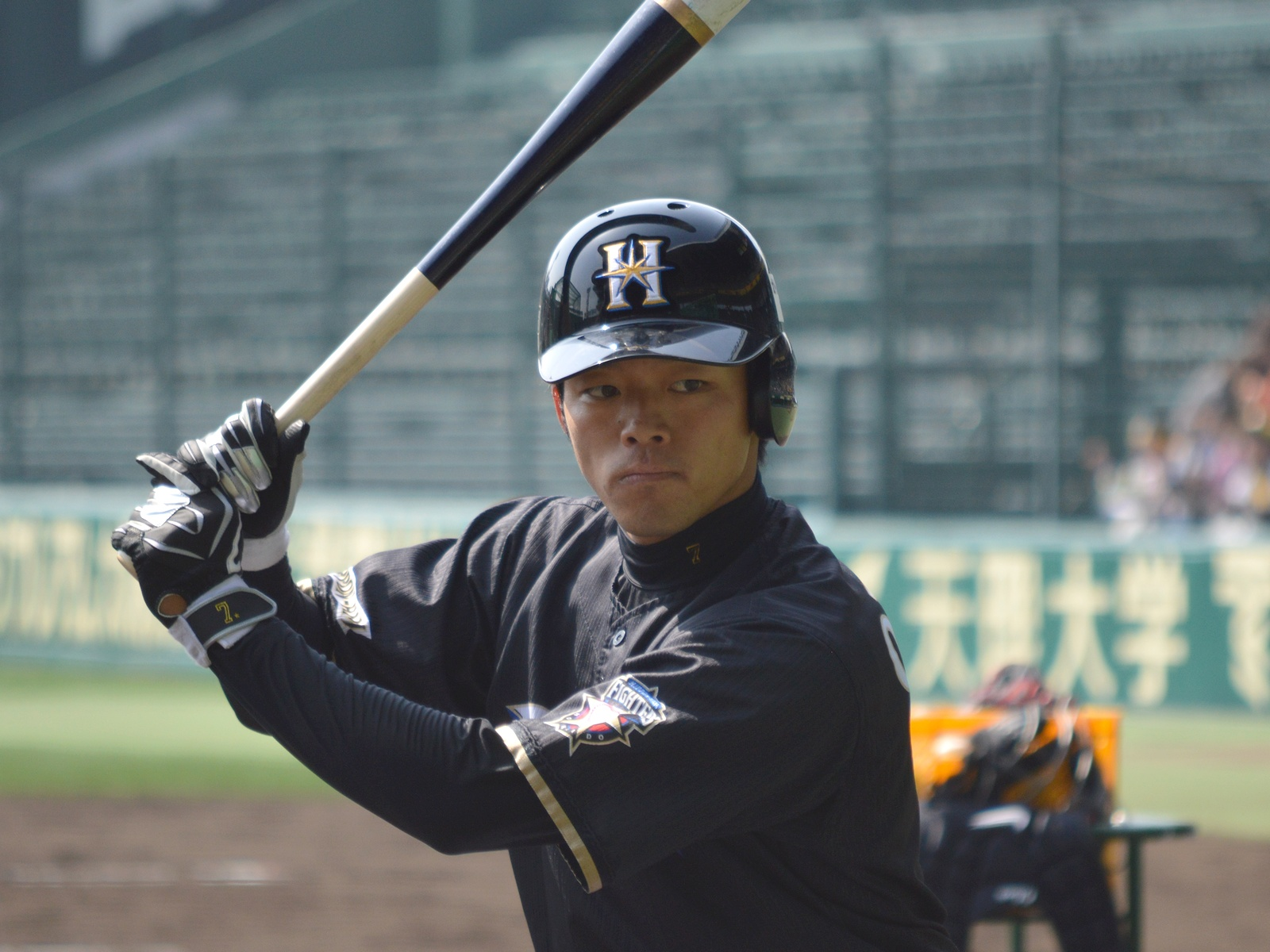
닛폰햄 시절(2013년)

- 대학에서 주장을 맡고 있을 때에는 ‘호세이 대학 사상 최고의 주장’, ‘학생 야구의 귀감’이라는 찬사를 받을 정도였다. 프로에 입문할 때의 계약금 8,000만 엔(추정치)을 거의 대부분 자신의 본가인 신사로 보냈고[1] 팬 서비스에 관해서도 적극적이다. 또, 인권 계발 운동에도 2007년부터 매년 참가하고 있다.
- 오릭스 시절에 1년 후배였던 오제 히로유키를 동생뻘처럼 귀여워했다. 오제의 급사 직후에는 자신의 블로그에서 “어째서 좀 더 힘이 되어주질 못했던가. 다만 나 자신이 무기력했던 것을 후회한다. 정말로 미안했다”며 가까이에 있으면서 동료를 구해주지 못했던 것에 대한 자책감에 사로잡힐 정도의 참담한 심경을 토로했다.[12] 오제의 사망 후 오프에는 시즌 종료에 대한 보고를 위해서 오제의 집을 방문하기도 했다.[13][14]
- 2012년 시즌 종료 후 도쿄 도 출신의 28세 전직 회사원과 결혼을 발표했다.[15]
- 타석에 등장할 때의 등장곡은 밴드 노아노와의 ‘두더지는 새가 된다’를 택했다(단, 2013년부터 래드윔프스의 ‘너와 양과 파랑’으로 변경했다[16]). 또한 그 인연으로 2011년에는 노아노와가 스타디움에 와서 자신의 곡을 불러줬다.
- 오바 쇼타로부터 오릭스 시절을 포함한 2009, 2011, 2013년의 3회, 머리 및 상반신에 몸에 맞는 볼을 받았다. 2009년과 2011년에는 양쪽 모두 번트 자세를 취하고 있던 오비키의 안면에 오바의 던진 공이 직격한 적도 있어(두 차례 모두 오바는 위협구로 간주돼 퇴장을 당했다) 2013년에는 오비키의 왼쪽 팔꿈치 부분에 직구로 직격당했다. 2013년 몸에 맞는 볼을 받았을 때 오비키가 격분해 이를 저지하려고 한 포수 야마자키 가쓰키와 서로 몸싸움을 일으키기도 했다.[17][18]

## 상세 정보

### 출신 학교
- 나니와 고등학교
- 호세이 대학

### 선수 경력
- 오릭스 버펄로스(2007년 ~ 2012년)
- 홋카이도 닛폰햄 파이터스(2013년 ~ 2014년)
- 도쿄 야쿠르트 스왈로스(2015년 ~ )

### 개인 기록

#### 첫 기록
- 첫 출장·첫 선발 출장 : 2007년 3월 24일, 대 후쿠오카 소프트뱅크 호크스 1차전(후쿠오카 Yahoo! JAPAN 돔), 8번·유격수로서 선발 출장
- 첫 타석·첫 안타 : 상동, 2회초에 사이토 가즈미로부터 우전안타
- 첫 도루 : 상동, 2회초에 2루 안착(투수 : 사이토 가즈미, 포수 : 마토바 나오키)
- 첫 타점 : 2007년 3월 29일, 대 홋카이도 닛폰햄 파이터스 3차전(스카이마크 스타디움), 8회말에 오시모토 다케히코로부터 좌중간에 2점 적시 2루타
- 첫 홈런 : 2007년 7월 6일, 대 도호쿠 라쿠텐 골든이글스 9차전(풀캐스트 스타디움 미야기), 4회초에 나가이 사토시로부터 좌월 솔로 홈런

#### 기록 달성 경력
- 통산 200희생타 : 2014년 8월 17일, 대 사이타마 세이부 라이온스 16차전(세이부 돔), 12회초에 오카모토 아쓰시로부터 투수 앞 희생타 ※역대 36번째

#### 기타
- 올스타전 출장 : 2회(2013년, 2014년)

### 등번호
- 10(2007년 ~ 2012년)
- 7(2013년 ~ 2014년)
- 2(2015년 ~ )

### 연도별 타격 성적
| 연 도      | 소 속      | 경 기 | 타 석 | 타 수 | 득 점 | 안 타 | 2 루 타 | 3 루 타 | 홈 런 | 루 타 | 타 점 | 도 루 | 도 루 자 | 희 생 번 | 희 생 플 | 볼 넷 | 고 4 | 사 구 | 삼 진 | 병 살 타 | 타 율 | 출 루 율 | 장 타 율 | O P S |
| ---------- | ---------- | ----- | ----- | ----- | ----- | ----- | ------- | ------- | ----- | ----- | ----- | ----- | -------- | -------- | -------- | ----- | ---- | ----- | ----- | -------- | ----- | -------- | -------- | ----- |
| 2007년     | 오릭스     | 126   | 444   | 394   | 37    | 108   | 18      | 2       | 2     | 136   | 24    | 3     | 4        | 16       | 1        | 31    | 0    | 2     | 79    | 9        | .274  | .329     | .345     | .675  |
| 2008년     | 오릭스     | 88    | 305   | 275   | 29    | 71    | 16      | 3       | 3     | 102   | 26    | 1     | 2        | 16       | 1        | 12    | 0    | 1     | 61    | 4        | .258  | .291     | .371     | .662  |
| 2009년     | 오릭스     | 107   | 425   | 349   | 55    | 97    | 23      | 1       | 5     | 137   | 25    | 3     | 3        | 34       | 1        | 33    | 1    | 8     | 84    | 6        | .278  | .353     | .393     | .745  |
| 2010년     | 오릭스     | 85    | 260   | 216   | 33    | 51    | 9       | 3       | 2     | 72    | 23    | 0     | 0        | 15       | 3        | 25    | 0    | 1     | 52    | 4        | .236  | .314     | .333     | .647  |
| 2011년     | 오릭스     | 127   | 501   | 405   | 36    | 99    | 15      | 2       | 1     | 121   | 34    | 3     | 3        | 42       | 1        | 52    | 0    | 1     | 66    | 3        | .244  | .331     | .299     | .630  |
| 2012년     | 오릭스     | 110   | 432   | 352   | 39    | 79    | 12      | 1       | 6     | 111   | 20    | 6     | 1        | 28       | 3        | 46    | 0    | 3     | 74    | 8        | .224  | .317     | .315     | .632  |
| 2013년     | 닛폰햄     | 120   | 492   | 402   | 52    | 107   | 16      | 1       | 3     | 134   | 32    | 13    | 3        | 32       | 0        | 50    | 0    | 8     | 86    | 9        | .266  | .359     | .333     | .692  |
| 2014년     | 닛폰햄     | 132   | 512   | 432   | 44    | 106   | 16      | 3       | 5     | 143   | 47    | 21    | 6        | 26       | 2        | 51    | 0    | 1     | 98    | 11       | .245  | .331     | .325     | .656  |
| 2015년     | 야쿠르트   | 96    | 347   | 311   | 25    | 70    | 18      | 1       | 5     | 105   | 41    | 6     | 3        | 6        | 2        | 27    | 0    | 1     | 56    | 5        | .225  | .287     | .338     | .625  |
| 통산 : 9년 | 통산 : 9년 | 991   | 3718  | 3136  | 350   | 788   | 143     | 17      | 32    | 1061  | 272   | 56    | 25       | 215      | 14       | 327   | 1    | 26    | 656   | 59       | .251  | .326     | .338     | .665  |

- 2015년 시즌 종료 기준

### 연도별 수비 성적
| 연도 | 3루  | 3루  | 3루  | 3루  | 3루  | 3루    | 유격 | 유격 | 유격 | 유격 | 유격 | 유격   |
| 연도 | 경기 | 척살 | 보살 | 실책 | 병살 | 수비율 | 경기 | 척살 | 보살 | 실책 | 병살 | 수비율 |
| ---- | ---- | ---- | ---- | ---- | ---- | ------ | ---- | ---- | ---- | ---- | ---- | ------ |
| 2007 | -    | -    | -    | -    | -    | -      | 124  | 167  | 428  | 17   | 75   | .972   |
| 2008 | -    | -    | -    | -    | -    | -      | 86   | 128  | 248  | 7    | 55   | .982   |
| 2009 | 2    | 0    | 1    | 0    | 0    | 1.000  | 105  | 157  | 357  | 9    | 86   | .983   |
| 2010 | -    | -    | -    | -    | -    | -      | 84   | 119  | 217  | 6    | 33   | .982   |
| 2011 | -    | -    | -    | -    | -    | -      | 127  | 184  | 368  | 11   | 60   | .980   |
| 2012 | -    | -    | -    | -    | -    | -      | 110  | 178  | 334  | 7    | 50   | .987   |
| 2013 | -    | -    | -    | -    | -    | -      | 120  | 164  | 368  | 12   | 68   | .978   |
| 2014 | 10   | 7    | 12   | 1    | 0    | .950   | 122  | 189  | 356  | 9    | 72   | .984   |
| 2015 | -    | -    | -    | -    | -    | -      | 96   | 122  | 254  | 12   | 60   | .969   |
| 통산 | 12   | 7    | 13   | 1    | 0    | .952   | 974  | 1408 | 2930 | 90   | 559  | .980   |

- 2015년 시즌 종료 기준
- 굵은 글씨는 시즌 최고 성적.